# بخش مورگان (شهرستان ناکس، اوهایو)
بخش مورگان (به انگلیسی: Morgan Township) یک منطقهٔ مسکونی در ایالات متحده آمریکا است که در شهرستان ناکس، اوهایو واقع شده‌است.
 بخش مورگان ۶۷٫۴ کیلومتر مربع مساحت و ۱٬۰۸۵ نفر جمعیت دارد و ۳۱۳ متر بالاتر از سطح دریا واقع شده‌است.